# 梅津晃大
梅津 晃大（うめつ こうだい、1996年10月24日 - ）は、福島県福島市生まれ、宮城県仙台市若林区出身のプロ野球選手（投手）。右投右打。中日ドラゴンズ所属。

## 経歴

### プロ入り前
福島県福島市生まれ。南小泉小2年生から南小泉メッツに所属し、野球を始める。線は細かったものの小学生のころから投球フォームが良く、小学6年生の時の試合を観戦していた仙台育英秀光中軟式野球部の監督にスカウトされ、秀光中に入学した。中学時代は2, 3年時に全国大会に出場したが、中学3年生のときは1学年下の佐藤世那がエースを務め、梅津はその控え投手だった。
私立仙台育英高校に進学すると、2年時のセンバツでは出場こそなかったが背番号11でベンチ入り。夏はベンチを外れるも秋からはエースナンバーを背負う。3年の6月に左手首への死球により骨折、戦線離脱を余儀なくされる。最後の大会となる夏の宮城県大会への出場は出来たがチームは4回戦で敗退。仙台育英高校は12年ぶりに宮城県8強進出を逃す結果となった。同校には、2学年上に松原聖弥、1学年上に上林誠知、馬場皐輔、熊谷敬宥、1学年下に平沢大河、佐藤世那、郡司裕也がいた。
高校卒業後「監督も選手も凄い人が揃っている強い学校でやりたい」と決意し当時東都大学2部リーグだった東洋大学（経営学部会計ファイナンス学科(甲斐野央とは学部学科も一緒)）へ進学した。高校3年生の夏大会後早くから大学野球に付いていけるよう練習に励んでいた梅津は、入学前の練習会（セレクション）のブルペン投球で実力を示し、同じく新入生だった上茶谷大河や甲斐野央からライバルと目されるような目立つ存在となっていった。大学野球部では2015年東都大学野球2部春季リーグ戦で1年生からメンバー入りし、東京農業大学-東洋大学2回戦で、同期の中では一番乗りで1年生ながらリーグ戦初先発を果たした。しかし1年夏のリーグ交流戦に登板した時からコントロールが突如乱れ、ゴロの送球も失敗する様になり、2年生までキャッチボールもままならないほどのイップス状態に陥った。2年生のときに就任したコーチの玉井信博の指導の下近距離のスナップスローを繰り返すなどリハビリに努め、また1日200球の投げ込みを行いフォームの改善を図った。また、大谷翔平が出演するYouTubeの動画を参考に肉体改造に励んだ結果、体重は入学時から18kg増え、95kgに達した。
3年生になって梅津は調子を取り戻しつつあった。2017年夏に行われた平成29年度大学野球サマーリーグ・東洋大-法政大戦（8月10日/長岡悠久山公園球場）で先発し、この試合で自身最速となる153km/hを記録した。2017年秋の東都大学野球秋季リーグ戦日本大学戦では公式戦でも初球から151km/hを記録、プロ野球球団スカウトからの注目を集めた。しかし、同年秋季リーグ戦で試合中に右脚内転筋肉離れを発症した。主将の中川圭太から指名され副将を務めた4年生春には3月3日の東北楽天ゴールデンイーグルス二軍とのオープン戦で先発し4イニングを無失点で抑える好投を見せた。しかしその後の練習試合中に左足に打球が当たり踝を痛め、充分な活躍はできなかった。
8月28日、2度目の楽天二軍との対戦となったプロアマ交流戦で中継ぎ登板し、1イニング無安打の結果を出した。4年秋シーズンになって約1年ぶりに万全の体調で投げることができるようになった。2018年10月18日、東都大学野球秋季1部リーグ戦、國學院大學3回戦の4番手として登板、4回を投げ被安打0、奪三振3、自責点0で東都リーグ戦初勝利を記録した。中日ドラゴンズの当時新監督だった与田剛が楽天二軍投手コーチ時代に直接見た梅津の好投も決め手となり、同年10月25日に開催されたドラフト会議にて、中日ドラゴンズから2位指名を受けた。11月9日に中日球団と契約金8000万円・年俸1200万円で仮契約した。背番号は28。大学時代の同期には甲斐野央、上茶谷大河、中川圭太、藤井聖、末包昇大がいる。

### 中日時代
2019年1月10日に「右肩インピンジメント症候群」と診断された。春季キャンプは別メニュー調整となりリハビリに励んだ。ここで、山井大介からは遠投の大切さを学び、体格をよくすることが目的の上半身の筋力トレーニングを控えて山井もこなす初動負荷トレーニングやチューブトレーニング等肩への負荷を下げるための練習を励行した。松坂大輔からは実戦を想定したキャッチボールの重要性を学んだ。そうして4月末に二軍の実戦に復帰した。7月11日に開催されたフレッシュオールスターゲームに選出され先発として2イニングに登板。6人の打者と対戦して1人の走者も許さず2奪三振をし、優秀選手賞を受賞した。そして8月12日の対阪神タイガース戦（ナゴヤドーム）でプロ初登板・初先発を果たし、6回1失点で勝利投手になった。さらに次の先発登板となった8月22日の対読売ジャイアンツ（巨人）戦（ナゴヤドーム）では6回3失点で2勝目を挙げ、9月3日の対巨人戦（HARD OFF ECOスタジアム新潟）では5回1失点で3勝目を挙げた。9月10日の対広島東洋カープ戦（MAZDA Zoom-Zoom スタジアム広島）では、2本塁打を打たれ7回3失点で降板して初黒星を喫した。9月25日の対東京ヤクルトスワローズ戦（ナゴヤドーム）前の時点では投球回数が24回で、同年中に6回投げれば翌年の最優秀新人（新人王）資格を喪失することとなっていたが、監督の与田剛からその点を尋ねられてもあえて先発登板し、6回無失点で4勝目を挙げた。最終的な成績は6試合登板・4勝1敗・防御率2.34で、同年11月12日には300万円増となる推定年俸1500万円で契約を更改した。
2020年は開幕ローテーション入りを果たす。8月2日のヤクルト戦では、延長10回を無失点で投げ切り、プロ野球で8年ぶりとなる延長戦での完投を記録した。また、延長の末両者無得点で引き分けになった試合での完投は、33年ぶりの出来事であった。これは志願しての続投であった。しかし、4日後に右肘の違和感で出場登録を抹消された。当初は軽症との報道だったが、以後一軍に復帰することなくシーズンを終えた。オフに、現状維持となる推定年俸1500万円で契約を更改し、背番号が18に変更されることが発表された。
2021年は、防御率こそ1.59と良かったものの、3試合の登板（1敗）にとどまった。11月10日、300万円減となる1200万円でサインした。
2022年、キャンプ中に右肘痛を発症。3月18日に右肘内側側副靱帯再建術（トミー・ジョン手術）を受けたことを発表。同年はリハビリに費やし、11月16日に250万円減となる推定年俸950万円で契約を更改した。
2023年は、リハビリを経て5月3日にソフトバンクの三軍との練習試合で1イニングを無失点に抑え実戦復帰する。その後は下半身のコンディション不良があり二軍で調整を続けていたが、8月31日のヤクルト戦で先発登板し、817日ぶりに一軍のマウンドに復帰。敗戦投手にはなったものの、5回77球2安打1失点（自責0）の力投で、自己最速を2km/h更新する155km/hを記録した。その後9月25日の阪神タイガース戦（バンテリンドームナゴヤ）で、8回1失点の好投を見せシーズン初勝利。自身1177日（約3年）ぶりの勝利となった。最終的に3試合に登板して1勝1敗、防御率0.95の成績を残し、オフの11月18日に50万円増の推定年俸1000万円で契約を更改した。12月4日、1月に一般女性と結婚していたことを公表した。
2024年は、14試合に先発登板し、2勝8敗、防御率4.07を記録。11月21日、400万円増となる推定年俸1400万円で契約を更改した。

## 選手としての特徴・人物
大学時代は自己最速の球速153km/hを記録。変化球はスライダー・フォークボールを主体とする。他にもカーブ、縦スライダーを使う。
目標とする選手は大谷翔平、松坂大輔、川上憲伸。
好きな言葉は「お陰様で」。

## 詳細情報

### 年度別投手成績
| 年 度     | 球 団     | 登 板 | 先 発 | 完 投 | 完 封 | 無 四 球 | 勝 利 | 敗 戦 | セ 丨 ブ | ホ 丨 ル ド | 勝 率 | 打 者 | 投 球 回 | 被 安 打 | 被 本 塁 打 | 与 四 球 | 敬 遠 | 与 死 球 | 奪 三 振 | 暴 投 | ボ 丨 ク | 失 点 | 自 責 点 | 防 御 率 | W H I P |
| --------- | --------- | ----- | ----- | ----- | ----- | -------- | ----- | ----- | -------- | ----------- | ----- | ----- | -------- | -------- | ----------- | -------- | ----- | -------- | -------- | ----- | -------- | ----- | -------- | -------- | ------- |
| 2019      | 中日      | 6     | 6     | 0     | 0     | 0        | 4     | 1     | 0        | 0           | .800  | 140   | 34.2     | 28       | 3           | 11       | 1     | 3        | 34       | 2     | 0        | 9     | 9        | 2.34     | 1.13    |
| 2020      | 中日      | 7     | 7     | 1     | 0     | 0        | 2     | 3     | 0        | 0           | .400  | 184   | 43.1     | 39       | 4           | 19       | 2     | 1        | 43       | 1     | 0        | 22    | 18       | 3.74     | 1.34    |
| 2021      | 中日      | 3     | 3     | 0     | 0     | 0        | 0     | 1     | 0        | 0           | .000  | 51    | 11.1     | 6        | 0           | 10       | 0     | 2        | 7        | 1     | 0        | 3     | 2        | 1.59     | 1.41    |
| 2023      | 中日      | 3     | 3     | 0     | 0     | 0        | 1     | 1     | 0        | 0           | .500  | 71    | 19.0     | 9        | 2           | 5        | 0     | 2        | 11       | 0     | 0        | 3     | 2        | 0.95     | 0.74    |
| 2024      | 中日      | 14    | 14    | 0     | 0     | 0        | 2     | 8     | 0        | 0           | .200  | 327   | 77.1     | 76       | 3           | 31       | 0     | 2        | 72       | 3     | 0        | 35    | 35       | 4.07     | 1.38    |
| 通算：5年 | 通算：5年 | 33    | 33    | 1     | 0     | 0        | 9     | 14    | 0        | 0           | .391  | 773   | 185.2    | 158      | 12          | 76       | 3     | 10       | 167      | 7     | 0        | 72    | 66       | 3.20     | 1.26    |

- 2024年度シーズン終了時

### 年度別守備成績
| 年 度 | 球 団 | 投手  | 投手  | 投手  | 投手  | 投手  | 投手     |
| 年 度 | 球 団 | 試 合 | 刺 殺 | 補 殺 | 失 策 | 併 殺 | 守 備 率 |
| ----- | ----- | ----- | ----- | ----- | ----- | ----- | -------- |
| 2019  | 中日  | 6     | 3     | 6     | 0     | 1     | 1.000    |
| 2020  | 中日  | 7     | 3     | 14    | 1     | 0     | .944     |
| 2021  | 中日  | 3     | 0     | 1     | 0     | 0     | 1.000    |
| 2023  | 中日  | 3     | 0     | 4     | 1     | 0     | .800     |
| 2024  | 中日  | 14    | 3     | 14    | 0     | 0     | 1.000    |
| 通算  | 通算  | 33    | 9     | 39    | 2     | 1     | .960     |

- 2024年度シーズン終了時

### 記録
初記録
投手記録
- 初登板・初先発・初勝利・初先発勝利：2019年8月12日、対阪神タイガース18回戦 (ナゴヤドーム) 、6回1失点
- 初奪三振：同上、2回表に大山悠輔から空振り三振
- 初完投：2020年8月2日、対東京ヤクルトスワローズ9回戦 (ナゴヤドーム) 、10回無失点9奪三振で勝敗つかず（引き分けのため完封は記録されず）

打撃記録
- 初打席：2019年8月12日、対阪神タイガース18回戦（ナゴヤドーム）、2回裏にオネルキ・ガルシアから空振り三振
- 初安打：2019年9月10日、対広島東洋カープ21回戦（MAZDA Zoom-Zoomスタジアム広島）、6回表に大瀬良大地から中前安打

### 背番号
- 28（2019年[20] - 2020年）
- 18（2021年[34] - ）